# Le Retour de Frankenstein
Série
Frankenstein créa la femme
(1967) Les Horreurs de Frankenstein
(1970)
Pour plus de détails, voir Fiche technique et Distribution.
Le Retour de Frankenstein (Frankenstein Must Be Destroyed) est un film britannique réalisé par Terence Fisher, sorti en 1969.

## Synopsis
Le baron Frankenstein, de nouveau en exil, s'installe dans une pension de famille, tenue par la belle Anna, avec Karl, son assistant. Il y entreprend une dangereuse transplantation cervicale.

## Fiche technique
- Décors : Bernard Robinson
- Photographie : Arthur Grant
- Montage : Gordon Hales
- Musique : James Bernard
- Production : Anthony Nelson Keys
- Format : Couleurs - 1,85:1 - Son Mono - 35 mm
- Langue : anglais
- Sortie : 	22 mai 1969 (Royaume-Uni)
- Affiche : Jean Mascii (France)
- Affiche : Raymond Elseviers (Belgique)

## Distribution
- Peter Cushing (VF : Gérard Férat) : le docteur Victor Frankenstein
- Simon Ward (VF : Yves-Marie Maurin) : le docteur Karl Holst
- Veronica Carlson (VF : Sylviane Mathieu) : Anna Spengler
- Freddie Jones (VF : Yves Barsacq) : le professeur Richter
- Thorley Walters (VF : Georges Hubert) : l'inspecteur Frisch
- Maxine Audley (VF : Sylvie Deniau) : Ella Brandt
- George Pravda : le docteur Frederick Brandt
- Geoffrey Bayldon : le légiste
- Colette O'Neil : la folle
- Frank Middlemass (VF : Jean Brunel)> : le plombier
- George Belbin : le joueur d'échecs
- Norman Shelley (VF : Maurice Pierrat) : le fumeur de pipe
- Michael Gover : l'homme qui lit son journal
- Peter Copley (VF : Raoul Curet) : le directeur de l'asile
- Jim Collier : le docteur Otto Heideke
- Windsor Davies (VF : Robert Bazil) : le sergent de Police Brenner
- Robert Gillepsie (VF : Claude D'Yd) : le directeur de la morgue

## Autour du film
- Le tournage a débuté le 13 janvier 1969 et s'est déroulé à Stanmore.
- La scène controversée du viol a été ajoutée à la dernière minute, alors que le tournage était presque terminé, à la demande de James Carreras, l'un des fondateurs du studio, qui considérait que le film manquait de sexe[1]. Peter Cushing déplora l'inclusion d'une telle scène et alla jusqu'à faire des excuses à Veronica Carlson.
- Lors du tournage, Terence Fisher se remettait d'une sérieuse blessure à la jambe, due à un accident de la route, qui l'avait déjà écarté de Dracula et les Femmes (1968) et l'empêcha de poursuivre sa carrière au-delà de son film suivant, Frankenstein et le Monstre de l'enfer (1974).
- Le Retour de Frankenstein est bien moins érotique et sexué que son prédécesseur (Frankenstein créa la femme), mais appuie davantage sur l'immoralité désormais aliénée du docteur. S'il est moins cruel et émouvant, ce volet peut en tout cas être considéré comme le plus dépressif et le plus dur de la série.
- Le film sera un bon succès, notamment en France où ce nouvel épisode passe à nouveau la barre des 500 000 spectateurs (avec un total de 586 439 entrées). Au sein d'une période où la Hammer commence à décliner, c'est un résultat plutôt encourageant.

## Cycle Frankenstein de la Hammer
1. 1957 : Frankenstein s'est échappé (The Curse of Frankenstein), de Terence Fisher
2. 1958 : La Revanche de Frankenstein (The Revenge of Frankenstein), de Terence Fisher
3. 1964 : L'Empreinte de Frankenstein (The Evil of Frankenstein), de Freddie Francis
4. 1967 : Frankenstein créa la femme (Frankenstein Created Woman), de Terence Fisher
5. 1969 : Le Retour de Frankenstein (Frankenstein Must Be Destroyed), de Terence Fisher
6. 1970 : Les Horreurs de Frankenstein (The Horror of Frankenstein), de Jimmy Sangster
7. 1974 : Frankenstein et le monstre de l'enfer (Frankenstein and the Monster from Hell), de Terence Fisher